# 中国工农红军第二十军
中国工农红军第二十军，简称红二十军，有两支部队使用此番号。

## 赣西南红二十军
1930年7月第七次攻吉战斗结束后，赣西南特委决定把地方武装升级成立红二十军，这是赣西南继红六军后，第二次升级主力红军。赣西南特委书记刘士奇兼任政委，赣西南苏维埃政府军事部长曾炳春任军长。全军约2500人。
1930年8月5日，赣西南特委第二次全体委员会议（史称“二全会议”）召开，在上海出席了全国苏维埃代表大会的李文林在会上传达了“立三路线”，刘士奇遭到了猛烈批判并被撤销特委书记兼红二十军政委、开除了党籍。李文林担任江西省行动委员会书记。
1930年9月，为了转移中央要求红一方面军攻打长沙的压力以及部分干部要求攻打南昌、九江的压力，毛泽东提出由红一军团攻打吉安，获得长江局代表周以粟及总前委其他委员的认可。历次攻吉主力的红二十军划归红一军团。1930年10月4日吉安城被打下。10月5日红二十军主要领导发生变动：军长由赣西南特委的刘铁超担任，曾炳春由军长改任政委，参谋长由原红二十二军参谋长钟效蔚调任，政治部主任谢汉昌留任。
1930年12月7日，总前委秘书长李韶九率红十二军一连人到江西省行委和红二十军肃AB团。12月12日，红二十军在刘敌等人领导下发动兵变，反对毛泽东及其支持的反AB团运动，史称“富田事变”。事变后，红二十军自行渡过赣江以东，向吉安永阳转移，宣布脱离红一方面军领导，并推举萧大鹏为军长。
1931年4月18日，红二十军主要领导在前往中共苏区中央局参加原定的谈判时被诱捕，不久被全部枪决。7月23日，红二十军奉调至江西南部于都平头寨，被彭德怀和林彪率部包围后缴械，包括军长萧大鹏、政委曾炳春在内的副排长以上700余人全部被处决，余部编入红七军，红二十军番号取消。

## 闽西红二十军
另，福建西部的部分地方武装在1930年5月亦自行编成红二十军，军长胡少海，全军1200余人。11月，与红二十一军合编为新红十二军融入红一军团。